# Karula kommun
Karula vald är en kommun i Estland. Den ligger i landskapet Valgamaa, i den södra delen av landet, 210 km söder om huvudstaden Tallinn.
Förutom huvudorten Lüllemäe ligger även Kaagjärve och Karula i kommunen.
Trakten ingår i den hemiboreala klimatzonen. Årsmedeltemperaturen i trakten är 6,5 °C. Den varmaste månaden är juli, då medeltemperaturen är 18,4 °C, och den kallaste är januari, med −4,5 °C.